# Le Conte du chevalier
Le Conte du chevalier (The Knightes Tale en moyen anglais) est le premier des Contes de Canterbury de Geoffrey Chaucer.

## Résumé
Après avoir vaincu les Amazones et épousé leur reine Hippolyte, Thésée, duc d'Athènes, part en guerre contre le roi Créon de Thèbes. Victorieux, Thésée ramène dans ses bagages deux prisonniers de sang royal, les cousins Arcite et Palamon, qu'il fait enfermer dans une tour de son château. Un beau matin de mai, Palamon aperçoit par hasard Émilie, la sœur d'Hippolyte, et en tombe immédiatement amoureux. Arcite voit son cousin troublé et aperçoit à son tour Émilie, dont il s'éprend également. Les deux chevaliers se brouillent jusqu'à ce qu'Arcite soit libéré de sa prison par l'intercession de Pérothée, un ami du duc Thésée. Banni d'Athènes, Arcite rentre à Thèbes.
Après s'être morfondu un certain temps, Arcite repart à Athènes et entre incognito au service d'Émilie. De son côté, Palamon parvient à s'évader après sept années de cachot, et les deux anciens amis se retrouvent par hasard dans un bosquet. Ils commencent à se battre, mais le duc Thésée, parti à la chasse, fait irruption et interrompt le duel. Mis au courant de la situation, il demande aux deux cousins de rassembler cent chevaliers thébains chacun pour lutter avec eux et promet la main d'Émilie au vainqueur. La veille de l'affrontement, les trois jeunes gens adressent une prière à un dieu : Palamon demande à Vénus qu'elle lui accorde Émilie, Arcite demande à Mars qu'il lui accorde la victoire, et Émilie demande à Diane de rester vierge, ou dans le cas contraire d'être mariée à celui qui la désire le plus.
Lors du combat, les deux camps se battent avec bravoure, mais Palamon est blessé par l'un des hommes d'Arcite, et Thésée déclare ce dernier vainqueur. Cependant, Vénus s'inquiète de ne pas avoir répondu à la prière de Palamon, et son père Saturne intervient alors : le cheval d'Arcite, effrayé par une apparition infernale, renverse son cavalier, qui est mortellement blessé. Sur son lit de mort, il demande à Émilie de s'unir à Palamon. Ils se marient quelques années plus tard avec la bénédiction de Thésée, et leur union est remarquablement heureuse.

## Sources et rédaction

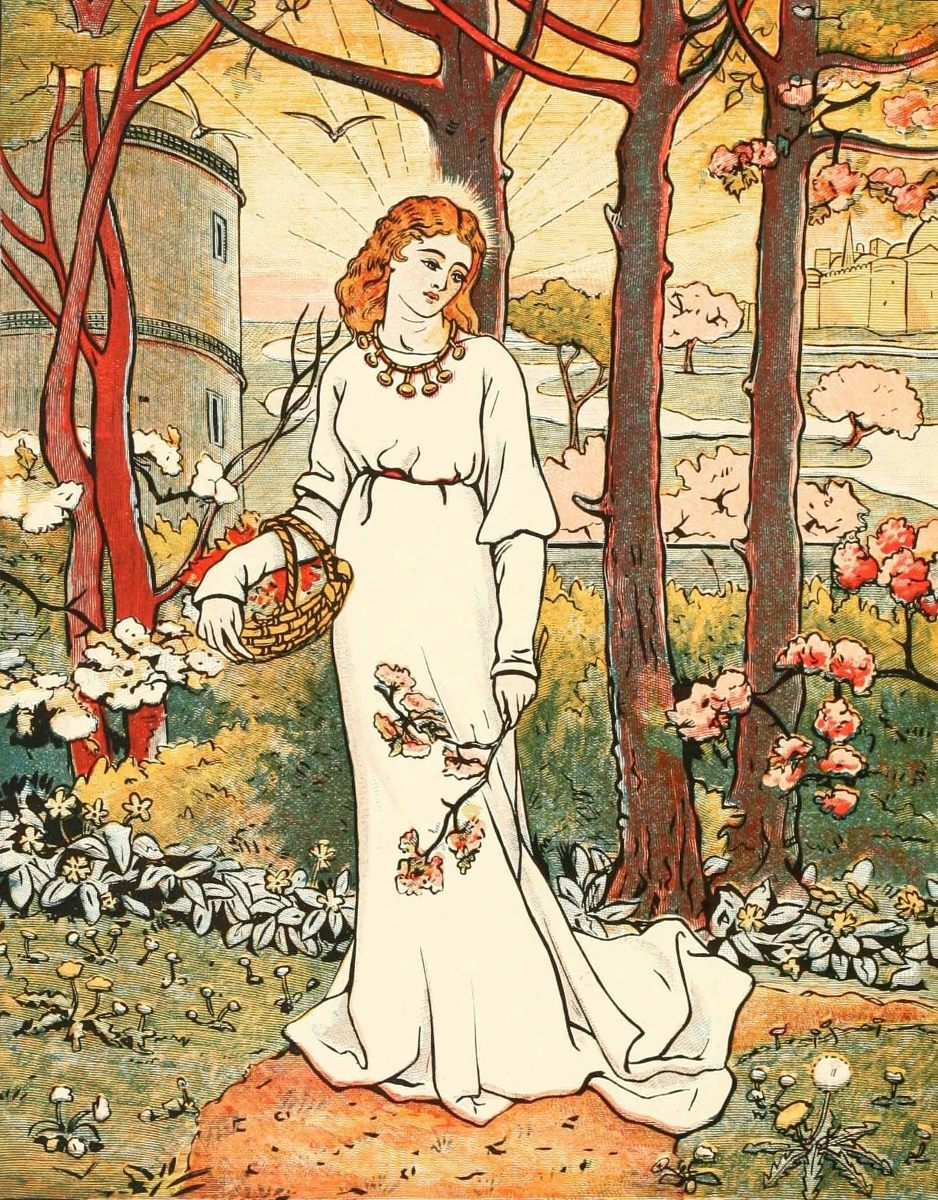
Émilie vue par Mary Eliza Haweis dans son Chaucer for Children (1882).

L'histoire d'Arcite et Palamon provient de la Teseida de Boccace, rédigée vers 1340-1341. Cependant, la version de Chaucer est beaucoup plus concise, avec seulement 2 250 vers contre 10 000 chez Boccace, tout en restant l'un des plus longs Contes de Canterbury. Chaucer élague notamment les longues descriptions guerrières en s'attachant avant tout à l'histoire d'amour qui constitue le cœur de l'intrigue : la victoire sur les Amazones, sujet de tout le premier livre de la Teseida, est résumée en seulement huit vers. Il puise également à la Thébaïde de Stace, rédigée entre 79 et 92, qui était également l'une des sources de Boccace pour sa Teseida. La troisième source majeure de Chaucer est la Consolation de la philosophie de Boèce, une œuvre latine du début du VIe siècle : plusieurs réflexions tirées de cette œuvre sont directement intégrées dans les monologues des personnages.
Chaucer semble avoir conçu le conte comme une œuvre indépendante avant de le rattacher aux Contes. Il date peut-être du début des années 1380.

## Analyse
Le Conte du chevalier présente une structure symétrique autour de la description des trois temples et des trois prières. Ainsi, il débute avec l'union de Thésée et d'Hippolyte et se conclut avec celle de Palamon et d'Émilie. De manière générale, les histoires d'Arcite et de Palamon s'opposent : ces deux personnages que tout rapprochait au début du récit connaissent l'un une fin malheureuse, l'autre une fin heureuse. Chaucer joue ici avec les genres : alors que le mariage de Palamon constitue la fin attendue d'un roman courtois, la mort d'Arcite constitue une tragédie qui vient bouleverser les attentes du lecteur.

## Adaptations
- Le dramaturge Richard Edwards adapte Le Conte du chevalier au théâtre avec sa pièce Palamon and Arcite (en), jouée en 1566 et perdue depuis.
- La pièce Les Deux Nobles Cousins, coécrite par William Shakespeare et John Fletcher en 1613, est une adaptation du Conte du chevalier.
- John Dryden traduit et adapte Le Conte du chevalier dans ses Fables, Ancient and Modern (1700).
- Le film Chevalier (2001) s'inspire en partie du Conte du Chevalier. Chaucer lui-même y apparaît comme personnage.
- Le Conte du chevalier est le troisième épisode de la mini-série The Canterbury Tales, diffusée sur BBC One en 2003. L'intrigue est adaptée à un contexte contemporain : les deux chevaliers deviennent deux prisonniers, qui tombent amoureux d'une professeure qui enseigne dans leur centre de détention. L'un d'eux purge sa peine et l'autre s'évade.